# Idiocerus scharifi
Idiocerus scharifi är en insektsart som beskrevs av Dlabola 1977. Idiocerus scharifi ingår i släktet Idiocerus och familjen dvärgstritar. Inga underarter finns listade i Catalogue of Life.